# Racing Club de Strasbourg Alsace 2017-2018
Questa voce raccoglie le informazioni riguardanti il Racing Club de Strasbourg Alsace nelle competizioni ufficiali della stagione 2017-2018.

## Organigramma societario
Area direttiva
- Presidente: Marc Keller

Area organizzativa
- Segretario generale: Romain Giraud

Area tecnica
- Allenatore: Thierry Laurey
- Vice allenatore: Sébastien Roi, Fabien Lefèvre
- Preparatore dei portieri: Jean-Yves Hours
- Preparatore atletico: Florian Bailleux

Area sanitaria
- Medico sociale: Dany Eberhardt
- Fisioterapista: Antoine Roth

## Maglie e sponsor
Lo sponsor tecnico per la stagione 2017-2018 è Hummel, mentre lo sponsor ufficiale è Électricité de Strasbourg.
| Manica sinistra · Manica sinistra · Maglietta · Maglietta · Manica destra · Manica destra · Pantaloncini · Pantaloncini · Calzettoni · Calzettoni | Manica sinistra · Manica sinistra · Maglietta · Maglietta · Manica destra · Manica destra · Pantaloncini · Pantaloncini · Calzettoni · Calzettoni | Manica sinistra · Manica sinistra · Maglietta · Maglietta · Manica destra · Manica destra · Pantaloncini · Pantaloncini · Calzettoni · Calzettoni |

## Rosa
| N. |                           | Ruolo | Calciatore               |
| -- | ------------------------- | ----- | ------------------------ |
| 1  | Francia (bandiera)        | P     | Landry Bonnefoi          |
| 2  | Francia (bandiera)        | D     | Dimitri Foulquier        |
| 3  | Senegal (bandiera)        | D     | Abdallah Ndour           |
| 4  | Francia (bandiera)        | D     | Pablo Martinez           |
| 5  | Francia (bandiera)        | D     | Vincent Nogueira         |
| 6  | Francia (bandiera)        | C     | Jérémy Grimm             |
| 8  | Costa d'Avorio (bandiera) | C     | Jean-Eudes Aholou        |
| 9  | Algeria (bandiera)        | A     | Idriss Saadi             |
| 10 | Francia (bandiera)        | A     | Benjamin Corgnet         |
| 11 | Francia (bandiera)        | C     | Dimitri Liénard          |
| 12 | Senegal (bandiera)        | C     | Kader Mangane (capitano) |
| 13 | Francia (bandiera)        | A     | Jérémy Blayac            |
| 16 | Francia (bandiera)        | P     | Alexandre Oukidja        |

| N. |                            | Ruolo | Calciatore        |
| -- | -------------------------- | ----- | ----------------- |
| 17 | Francia (bandiera)         | C     | Anthony Gonçalves |
| 19 | Francia (bandiera)         | A     | Stéphane Bahoken  |
| 20 | Francia (bandiera)         | A     | Martin Terrier    |
| 21 | Guyana francese (bandiera) | D     | Yoann Salmier     |
| 22 | Francia (bandiera)         | D     | Ernest Seka       |
| 26 | Burkina Faso (bandiera)    | D     | Bakary Koné       |
| 27 | Martinica (bandiera)       | D     | Kenny Lala        |
| 28 | Francia (bandiera)         | C     | Jonas Martin      |
| 29 | Capo Verde (bandiera)      | A     | Nuno da Costa     |
| 30 | Francia (bandiera)         | P     | Bingourou Kamara  |
| 33 | Francia (bandiera)         | C     | Anthony Caci      |
|    | Tunisia (bandiera)         | C     | Moataz Zemzemi    |